# وال دی نیتزا
وال دی نیتزا (به ایتالیایی: Val di Nizza) یک کومونه در ایتالیا است که در استان پاویا واقع شده‌است. وال دی نیتزا ۲۹٫۵ کیلومتر مربع مساحت و ۷۰۱ نفر جمعیت دارد.